# Olivia Pinheiro
María Olivia Pinheiro Menacho (sinh ngày 29 tháng 10 năm 1983) là một thí sinh của các cuộc thi sắc đẹp của người Bolivia và là người đã đăng quang Hoa hậu Bolivia 2010, cô cũng là đại diện cho đất nước của mình tham gia cuộc thi Hoa hậu Hoàn vũ năm 2011. Pinheiro từ chối tham gia cuộc thi quốc tế sau khi tin đồn về tuổi thật của cô được tiết lộ cho báo chí.

## Hoa hậu Bolivia
Pinheiro cao 1,75 m (5 ft 9 in), tham gia cuộc thi với tư cách là Hoa hậu bang Santa Cruz với 18 thí sinh khác trong cuộc thi quốc gia của cô, Hoa hậu Bolivia, được tổ chức tại Santa Cruz de la Sierra vào ngày 26 tháng 8 năm 2010, cuộc thi mà cô trở thành người chiến thắng, đoạt lấy danh hiệu và được trao vương miện bởi người giữ tước hiệu này trước cô, là Claudia Arce đồng thời cũng giành quyền đại diện cho Bolivia tham gia cuộc thi Hoa hậu Hoàn vũ 2011, được phát sóng trực tiếp từ São Paulo, Brazil vào ngày 12 tháng 9 năm 2011. Tuy nhiên, Olivia Pinheiro nói dối về tuổi của cô, cho biết cô đã 24 tuổi. Nhà báo, Carlos Valverde, đã giữ giấy khai sinh gốc và giả của cô. Vào tháng 1 năm 2011, Olivia Pinheiro từ chối tham gia Hoa hậu Hoàn vũ 2011 do "vì lý do cá nhân", tuy nhiên cô chưa bao giờ trả lời các câu hỏi liên quan đến tuổi thật của mình. Promociones Gloria, chủ sở hữu của Hoa hậu Hoàn vũ nhượng quyền thương mại tại Bolivia, thông báo rằng người chiến thắng của Hoa hậu Bolivia 2011 sẽ tham gia Hoa hậu Hoàn vũ 2011. Mặc dù, vào tháng 6 năm 2011, Olivia Pinheiro và Promociones Gloria đã thông báo rằng Olivia sẽ vẫn là đại diện Bolivia tham gia cuộc thi Hoa hậu Hoàn vũ 2011.